# Paramelhania decaryana
Paramelhania decaryana är en malvaväxtart som beskrevs av Arenes. Paramelhania decaryana ingår i släktet Paramelhania och familjen malvaväxter. Inga underarter finns listade i Catalogue of Life.